# Meropleon ambifusca
Meropleon ambifusca là một loài bướm đêm trong họ Noctuidae.